# جزیره آهنی
جزیرهٔ آهنی دوّمین فیلمِ محمّد رسول‌اف است که در سال ١٣٨٢ ساخته شد. این فیلم در سال ٢٠٠٥ برنامه اختتامیه بخش دو هفته با کارگردانان فستیوال کن بود.
داستان فیلم درباره نفت کش فرسوده ای است که در حاشیه ابهای خلیج فارس رها شده است. این کشتی از کار افتاده محل سکونت مردمی شده است که روی خشکی جایی برای زندگی ندارند. همه امور این مردم توسط پیرمردی مقتدر به نام نعمت رتق و فتق می‌شود اما کمپانی که خود را صاحب کشتی می داند در تلاش است تا سکنه کشتی را بیرون کند...
جزیره آهنی موفق به دریافت جوایز متعددی از فستیوالهای بین الملی شد اما در ایران فیلم توقیف شد و برداشتهای سیاسی از زبان استعاره ای فیلم اغاز مشکلات این کارگردان با دستگاه ممیزی شد. این فیلم تا امروز اجازه ی نمایش در ایران را ندارد.

## بازیگران
- علی نصیریان
- حسین فرضی‌زاده
- دیدار رزاقی
- ندا پاکدامن
- مهدی بادله
- علی نادعلی‌پور
- نادر رونده
- محمدغنی کروبی
- عارف ذاکری